# Austin Cambridge
Austin Cambridge (внутренние обозначения A40, A50, A55 и A60) — среднеразмерный автомобиль, выпускавшийся компанией Austin Motor Company в нескольких поколениях с сентября 1954 по 1971 год в виде легкового и с ноября 1956 по 1973 год в виде фургона.

## A40 Cambridge
A40 Cambridge оснащён 1,2-литровым двигателем BMC B мощностью 31 кВт (42 л. с.), который сочетался в паре с четырёхступенчатой механической трансмиссией, управляемой с помощью рычага на колонне. Планировалось, что автомобиль будет как в двухдверном, так и в четырёхдверном варианте, однако двухдверный кузов так и не поступил в производство.
Всего было выпущено 30 666 моделей A40 Cambridge. После того, как A40 Cambridge был снят с производства в начале 1957 года, название A40 было повторно использовано на меньшем A40 Farina.

### Галерея
- Вид спереди
- Вид сзади
- 1956 Austin A40 Cambridge

## A50 Cambridge
A50 Cambridge, также представленный в сентябре 1954 года, оснащался 1,5-литровым (1489 см3) четырёхцилиндровым двигателем серии B с карбюратором Zenith мощностью 37 кВт (50 л. с.). К 1957 году было выпущено 114867 экземпляров.
Версия Deluxe имела обогреватель, кожаную обивку сидений, ковры, заменяющие стандартные резиновые коврики, подлокотники на дверях, двухцветные звуковые сигналы, солнцезащитный козырёк для пассажиров и немного дополнительного хрома, включая накладные элементы.
В октябре 1956 года был представлен ряд модификаций, включая колёса меньшего размера (13 дюймов) и увеличенную степень сжатия (8,3:1). Люксовая версия, протестированная журналом The Motor в 1955 году, развивала максимальную скорость 118,4 км/ч и могла разгоняться до 97 км/ч за 28,8 секунд. Заявленный расход топлива 10,1 л/100 км. Стоимость автомобиля составляла 720 фунтов стерлингов, включая налоги. Дополнительно устанавливались радио и часы.
С 1953 по 1959 год было выпущено 20855 лицензированных автомобилей Nissan Austin.

### Галерея
- Nissan-Austin A50 Cambridge
- Austin A50 Cambridge, вид сбоку
- Austin A50 Coupe Utility в Австралии

## A55 Cambridge
A55 Cambridge был представлен в январе 1957 года. Он оснащён тем же двигателем, что и предшественник, но с более высокой степенью сжатия. Мощность составляла 38 кВт (51 л. с.) при 4250 об/мин. Всего было выпущено около 154000 экземпляров.

Автомобиль развивал максимальную скорость 124,1 км/ч и мог разгоняться до 97 км/ч за 27 секунд. Расход топлива составлял 8,9 л/100 км.
- Austin A55 Cambridge
- Вид сбоку

### Коммерческие модели
Полутонные коммерческие модели были представлены в 1957 году. В феврале был выпущен фургон, а в мае за ним последовали пикапы и шасси.

В октябре 1962 года автомобили прошли рестайлинг передней части и бампера. Также были добавлены хромированные боковые накладки, 14-дюймовые колёсные диски и различные усовершенствования интерьера. Фургоны и пикапы выпускались под маркой Morris. С сентября 1963 года коммерческие модели оснащались двигателем объёмом 1622 см3. Автомобили оставались в производстве до 1973 года.
- Austin ½ Ton в Афинах
- Фейслифтинг модели
- Фургон Morris 1/2 Ton

### Австралия
Седан A55 Cambridge выпускался в Австралии, а купеобразный автомобиль разрабатывался и выпускался в Сиднее.
- Austin A55 Coupe Utility

## A55 Cambridge Mark II
A55 Cambridge Mark II, впервые разработанный итальянской фирмой Pininfarina, выпускался с 1959 по 1961 год. Он оснащался 1,5-литровым двигателем B с карбюратором SU мощностью 41 кВт (55 л. с.) при 4350 об/мин. В 1960 году также появился универсал Countryman. Всего было выпущено 149994 экземпляра.
- Austin A55 MkII Cambridge
- Вид сзади
- Austin A55 Cambridge Mark II

### Австралия
A55 Mk II выпускался в Австралии с 1959 года с четырёхцилиндровым двигателем B объёмом 1622 см3. Автомобиль находился в производстве до 1965 года.
- Austin A60

## A60 Cambridge
A60 Cambridge был представлен в октябре 1961 года. Он оснащался 1,6-литровым бензиновым двигателем B мощностью 45 кВт (61 л. с.) при 4500 об/мин. Изменённый дизайн включал в себя боковые хромированные полосы и уменьшенные рёбра на задних крыльях. С 1962 года в Великобритании продавалась также версия с 1,5-литровым дизельным двигателем мощностью 30 кВт (40 л. с.), который развивал максимальную скорость 110 км/ч. К 1969 году было выпущено 276 534 автомобиля.

### Галерея
- Austin A60 Cambridge (1966)
- Austin A60 (1962)
- Интерьер
- Austin A60 Cambridge Van (1971)